# Холлербах, Бенедикт
Бенедикт Холлербах (нем. Benedict Hollerbach; род. 17 мая 2001, Штарнберг, Бавария) — немецкий футболист, нападающий клуба «Майнц 05».

## Клубная карьера
Холлербах — воспитанник клубов «Тутцинг», «Бавария» и «Штутгарт». В 2020 году игрок подписал контракт на 3 года с «Вееном». 19 сентября в матче против «Верла» он дебютировал в Третьей Бундеслиге. 6 декабря в поединке против «Ганзы» Бенедикт сделал «дубль», забив свои первые голы за «Веен». В 2023 году игрок помог клубу выйти во Вторую Бундеслигу. Летом того же года Холлербах перешёл в берлинский «Унион». 3 сентября в матче против «РБ Лейпциг» он дебютировал в Бундеслиге.